# Сака-Ярв
Сака-Ярв (ест. Saka järv, інші назви ест. Sokajärv) — озеро в Естонії, що розташоване на острові Сааремаа, у волості Кіхельконна.